# Piazza dei Signori, Padova
Piazza dei Signori je mestni trg v Padovi, dežela Benečija, Italija. Ta trg (piazza) je stoletja gostil uradna praznovanja državljanskih in vladnih oblasti, medtem ko sta večja trga Piazza delle Erbe (zelenjavni) in Piazza della Frutta (sadni) gostila trgovino in javna praznična praznovanja. Na trgu prevladuje znameniti Urni stolp.

## Zgodovina
Trg je nastal v 14. stoletju z rušenjem starega okrožja, ki se je raztezalo pred cerkvijo San Clemente, ki jo je promoviral Ubertino iz Carrare. Trg je bil zasnovan tako, da je poudaril pomen stolpa in dostop do Palače na vzhodni strani, ki jo je gradil. Postal je prizorišče turnirjev in dvornih praznovanj. Po izročilu beseda za trg izhaja od Carrarskih plemičev - signori.
Vojna v 14. stoletju med Carrari in Viscontiji je poškodovala stavbe trga in okolice in se imenuje obdobje 'pustošenja'. Benečani so s prihodom vladavine obnovili trg kot peto glavno civilno območje: za turnirske igre, jahanje, bitke, dvorjenje, koncerte in glasbene festivale. Sprva znan kot 'Trg zmagoslavja, je nato dobil ime  Piazza della Signoria. Na zabavah za mecene in uradne obiskovalce je bilo območje zasnovano z efemerno arhitekturo. Na pustni torek je potekal lov na bika. 17. julija 1509 je bilo praznovanje spominske obnove Padove. 9. maja 1848 je duhovnik Aleksander Gavazzi trg preimenoval v Piazza Pius IX, da bi podčrtal protiavstrijske občutke. Po združitvi (1870) je postal Piazza Unità d'Italy in se nato v fašistični dobi vrnil k prvotnemu imenu.
Srednjeveški trg je bil tlakovan z opeko, položeno v vzorcu ribje kosti, to so v 18. stoletju zamenjale plošče evganskega trahita. Do leta 1785 je bil na vhodu na trg monumentalni vodnjak (zdaj Via Nazario Sauro). Krasili so jo marmornati stebri in topovske krogle. Vodnjak je bil zapečaten leta 1785 kot grd. Resnica je, da je bil del nato uporabljen za prečiščevanje vodnjaka na Piazza delle Erbe, preostali del pa je bil prodan. Na trgu je jutranja mestna tržnica.

## Opis
Zahodni konec trga obvladuje stolp z uro - Torre dell'Orologio, ki ga obdajata simetrični stavbi Capitanio in Camerlenghi, stavbi iz 16. in 17. stoletja v manierističnem slogu. Dve niši imata doprsni kip svetega Prosdocima in svetega Antona. Oba sta iz nanto kamna (apnenec iz Vicenze) in sta bila obzidana v antikleričnem obdobju napoleonske okupacije. Obnovljena sta bila v 1990-ih.
Na trgu na levem Marcijanovem stolpu (iz srede 18. stoletja) je spomenik sestavljen iz kosov cerkve San Marco. Sem spada marmornat steber in kapitel iz rimske dobe. ki so ju našli leta 1764. Lev je delo (1870) Christmas Sanavia, ki je nadomestil tistega, ki so ga uničile francoske čete leta 1797. Steber z  zastavo ima marmorno podlago iz 16. stoletja z okraski v visokem reliefu. Marmorne plošče na vseh štirih straneh predstavljajo kardinalne vrline. Tu je stal od druge polovice 18. stoletja.
Na vzhodu je starodavna cerkev San Clemente, obkrožena s srednjeveškimi hišami.
Na desni je postavljena plošča v spomin na »hud in grozen zločin, ki so ga storil policaji«; zgodilo se je  15. februarja 1722 proti študentom; krivci so bili »obsojeni na vislice, ječo in temnico«, kot je zapisano na plošči.

## Stavbe okoli trga

### Stolp z uro
Gradnja stolpa se je začela leta 1426, končala pa okoli leta 1430. Stolp je bil naročilo princa Ubertina de Carrara, ki je bil član rodbine Carraresi v Padovi, ki je bila vladar Padove od 1338 do 1345. Pozneje so ga povečali za novo uro in je bil izdelan leta 1427. Sama ura je bila dokončana leta 1434. Kasneje leta 1436 so bili na številčnico ure dodani okraski, leto pozneje pa je bil stolp odprt. Na dnu stolpa je bil leta 1531 dodan velik slavolok, ki ga je zasnoval Giovanni Maria Falconetto.
Oblikovanje in konstrukcijo ure je nadzoroval Giovanni Dondi dell'Orologio, znan tudi kot Giovanni de' Dondi, italijanski zdravnik, astronom in inženir strojništva. Dondiju je pomagal Gian Petro Dalle Caldiere. Ura ima celotno zasnovo z referenco na zodiak. Vendar na originalni uri ni bilo znaka Tehtnice, saj sta bila predrimski sistem Škorpijon in Tehtnica eno zodiakalno znamenje.
Danes je ura odprta za javnost. Skupina prostovoljcev, imenovana Salvalarte, zagotavlja, da so mesta, kot je ta, odprta za javnost. Ta skupina je podružnica nacionalnega okoljskega združenja.

### San Clemente
San Clemente ali sveti Klemen je rimokatoliška cerkev v baročnem slogu, ki gleda na Piazza dei Signori. Trenutno je odvisna od stolnice, bazilike sv. Marije vnebovzete.